# Desaixova fontána
Desaixova fontána (francouzsky Fontaine Desaix) byla fontána umístěná původně v Paříži v 1. obvodu na náměstí Place Dauphine. Byla postavena v roce 1803 jako pomník na počest generála Louise Charlese Antoina Desaixe (1768-1800). V roce 1874 byla rozebrána a roku 1912 po částech přenesena do města Riom v departementu Puy-de-Dôme.

## Historie
Fontána byla zřízena jako památník generála Louise Charlese Antoina Desaixe, který padl v bitvě u Marenga v roce 1800. Stavbu, financovanou z veřejné sbírky, navrhl architekt Charles Percier. Sochařskou výzdobou byl pověřen Augustin Félix Fortin. Práce začaly v roce 1802 a kašna byla slavnostně odhalena 14. června 1803 při výročí bitvy u Marenga na náměstí Place Dauphine, které se tehdy nazývalo Place de Thionville. Jednalo se o první sochu v Paříži odhalenou osobě, která nebyla panovníkem.
V roce 1874 byla fontána ve špatném stavu, a proto byla při přestavbě náměstí rozebrána. Bylo plánováno ji opět rekonstruovat, ale objevily se technické problémy a také nedostatek finančních prostředků.
Město Riom, kde Desaix žil, už jednu kašnu na jeho počest mělo z roku 1806. Fontána z Paříže byla do Riomu převezena postupně v letech 1904-1912.

## Popis
Celý pomník byl vysoký asi deset metrů a tvořila ho kruhová nádrž, uprostřed které stál válcový mramorový sloup. Na jeho vrcholu stálo sousoší představující alegorii Francie korunující generála Desaixe vavřínovým věncem. Na podstavci se nacházely basreliéfy, dnes uložené v Louvru. Ve spodní části byly umístěny čtyři bronzové maskarony, ze kterých tekla voda do nádrže.